# Шелепень, Полина Сергеевна
Поли́на Серге́евна Ше́лепень (род. 28 июля 1995, Москва) — российская фигуристка, выступавшая в одиночном катании. Серебряный призёр финала юниорского Гран-при (2009, 2011), двукратная вице-чемпионка России среди юниоров (2011, 2012).
Известна технической сложностью программ. В 2013 году сменила спортивное гражданство, перейдя в сборную Израиля. Но через год завершила карьеру, так и не выступив за новую страну на международном уровне.

## Карьера

### Ранние годы
Полина Шелепень родилась 28 июля 1995 года в Москве. Начала кататься на коньках в возрасте четырёх лет на катке ЦСКА, который располагался рядом с домом. Параллельно занималась спортивной гимнастикой и плаванием, но в итоге выбрала фигурное катание. Её первым наставником была Этери Тутберидзе, с которой Полина провела бо́льшую часть карьеры и достигла основных успехов.
В сезоне 2007/2008 участвовала в двух этапах Кубка России в разряде Кандидатов в мастера спорта. Сумев выиграть оба турнира, она вышла в финал Кубка, где также одержала победу. Успешно выступила на Первенстве России среди юниоров 2008 года, когда завоевала бронзовую медаль. Однако, участия в международных соревнованиях она принять не могла, из-за возрастных ограничений ИСУ (к юниорским соревнованиям допускаются спортсмены достигшие на 1 июля предыдущего года возраста 13-ти лет). В конце сезона завоевала серебро молодёжной Спартакиады.
Из-за невозможности соревноваться на международном уровне, Шелепень сконцентрировалась на внутрироссийских турнирах. В сентябре 2008 года стала победительницей Открытого первенства Москвы. После чего, дебютировала на взрослых чемпионатах России, расположившись на шестой строчке итогового протокола. На юниорском чемпионате страны финишировала рядом с пьедесталом. Повторив прошлогодний результат, выиграла финал Кубка России в разряде КМС.

### Юниорский период
У Шелепень есть израильские корни, поэтому ей предложили выступать за сборную этой страны. Предложение было отвергнуто, поскольку это был первый международный сезон по юниорам и она входила в состав сборной России. Свой первый международный турнир, этап юниорской серии Гран-при в Будапеште, Полина выиграла, опередив ближайшую соперницу, американку Анжелу Максвелл, более чем на 21 балл. Затем, она выиграла и второй свой этап серии, отобралась в финал Гран-при, где стала второй уступив японке Канако Мураками чуть больше балла, причём Полина лидировала в короткой программе. На чемпионате России среди юниоров 2010 года выступила не так удачно — стала лишь третьей, но вошла в сборную команду страны на юниорский чемпионат мира, где будучи одной из претенденток на медали не смогла подняться на подиум, заняв лишь четвёртое место.
В новом сезоне произвольная программа была поставлена под русскую народную песню «Коробушка», а музыкальной сопровождающей короткой программы стала современная версия «Лебединого озера». По признанию Шелепень, постановки этого года являются самыми любимыми в её карьере. Первый старт состоялся во Франции на этапе Гран-при среди юниоров, который она выиграла, занимая после короткой программы вторую строчку. В произвольной программе стала лучшей фигуристкой по оценке за технические элементы. Затем Полина отправилась на второй этап в Чехию, где завоевала бронзу, тем самым получила право участия в финале Гран-при. На итоговом турнире серии стала лишь пятой. После годичного перерыва выступила на взрослом чемпионате России. Затем отправилась на юниорское Первенство страны, завоевав там серебро. Этот результат позволил войти в состав сборной на чемпионат мира среди юниоров 2011, где она допустила ряд ошибок и закончила турнир лишь на седьмом месте.
В сезоне 2011/2012 стартовала на юниорском Гран-при, одержав победы на обоих этапах. Причём на турнире Латвии после короткой программы занимала пятое место, но показав лучший результат в произвольной, поднялась на первое итоговое место. Шелепень в третий раз подряд отобралась в финал серии, на котором завоевала серебряную медаль, уступив лишь другой представительнице группы Тутберидзе Юлии Липницкой. На юниорском чемпионате России Липницкая и Шелепень также заняли две верхние строчки судейского протокола.

### Смена гражданства и начало тренерской карьеры
В первый взрослый сезон вошла с новым тренером. Полина прекратила сотрудничество с Этери Тутберидзе и перешла к Светлане Соколовской. В сентябре 2012 года  на дебютном взрослом международном турнире одержала победу. Спустя месяц отправилась на этап Гран-при Skate Canada, там стала десятой. Второй этап серии пропустила из-за травмы, а также снялась с чемпионата России. Полина потеряла место в сборной России. Поэтому в 2013 году приняла решение выступать за Израиль. Тренировалась в США у Романа Серова, который работает с израильской командой одиночников. Однако, в сентябре 2014 года объявила о завершении любительской карьеры и начале своей тренерской работы.  

## Техника
Шелепень в период юниорских выступлений считалась одной из самых талантливых российских фигуристок своего поколения. Первая фигуристка из группы Тутберидзе, достигшая высоких результатов в детско-юношеских соревнованиях. Технически развитая фигуристка, её сильной стороной были прыжковые элементы. К шести годам освоила все двойные прыжки. В возрасте десяти лет делала каскад 3—3. Владела всем арсеналом тройных прыжков и выполняла все каскады три—три. Любимыми фигуристами называет Дайсукэ Такахаси и Ким Ён А, подмечая для себя их высокий уровень катания, амплитудные прыжки и хореографию.
На тренировках предпринимала попытки исполнения четверного прыжка.
Мне было 12 лет, когда Этери Георгиевна предложила: «Давай попробуем четверной». На тот момент я уже все выучила и мне стало скучно на тренировках, тогда же еще не было моды прыгать с руками. Тогда я упала пару раз, по пол-оборота перекручивала. Потом мы возвращались к четверному, когда мне было 14 лет. Я падала уже с чистого прыжка, но поскольку это было перед соревнованиями, то попытки приостановили, да и не стояло задачи его выучить.Полина Шелепень

## Программы
| Сезон     | Короткая программа                                        | Произвольная программа                                     | Показательные                       |
| --------- | --------------------------------------------------------- | ---------------------------------------------------------- | ----------------------------------- |
| 2012—2013 | Perhaps, Perhaps, PerhapsОсенние листья                   | Саундтрек к фильму «Унесённые ветром» Макс Стайнер         |                                     |
| 2011—2012 | Саундтрек к фильму «Марко Поло» Эннио Морриконе           | Скрипичный концерт Феликс Мендельсон                       |                                     |
| 2010—2011 | Лебединое озеро (ремикс) Петр Ильич Чайковский            | «Коробушка» русская народная музыка                        | Ain’t No Other Man Кристина Агилера |
| 2009—2010 | Майкл Джексон Medley Эдвин Мартон Адажио Томазо Альбинони | Половецкие пляски из оперы «Князь Игорь» Александр Бородин | Ain’t No Other Man Кристина Агилера |
| 2008—2009 | Fireworks Эдвин Мартон                                    | Love in Venice Эдвин Мартон                                |                                     |

## Спортивные достижения
| Соревнования                          | 07/08         | 08/09         | 09/10         | 10/11         | 11/12         | 12/13         |
| Международные                         | Международные | Международные | Международные | Международные | Международные | Международные |
| ------------------------------------- | ------------- | ------------- | ------------- | ------------- | ------------- | ------------- |
| Этапы Гран-при: Skate Canada          |               |               |               |               |               | 10            |
| Nebelhorn Trophy                      |               |               |               |               |               | 5             |
| Золотой конёк Загреба                 |               |               |               |               |               | 5             |
| Ice Star                              |               |               |               |               |               | 1             |
| Международные среди юниоров           |               |               |               |               |               |               |
| Чемпионаты мира среди юниоров         |               |               | 4             | 7             | 6             |               |
| Финалы юниорского Гран-при            |               |               | 2             | 5             | 2             |               |
| Этапы юниорского Гран-при: Латвия     |               |               |               |               | 1             |               |
| Этапы юниорского Гран-при: Румыния    |               |               |               |               | 1             |               |
| Этапы юниорского Гран-при: Чехия      |               |               |               | 3             |               |               |
| Этапы юниорского Гран-при: Франция    |               |               |               | 1             |               |               |
| Этапы юниорского Гран-при: Белоруссия |               |               | 1             |               |               |               |
| Этапы юниорского Гран-при: Венгрия    |               |               | 1             |               |               |               |
| Национальные                          |               |               |               |               |               |               |
| Чемпионаты России                     |               | 6             |               | 7             | 10            |               |
| Первенства России среди юниоров       | 3             | 4             | 3             | 2             | 2             |               |